# Mariusz Krzemiński
Mariusz Krzemiński (ur. 19 stycznia 1975 w Warszawie) – polski aktor filmowy.

## Życiorys
W 1998 ukończył studia aktorskie w Akademii Teatralnej w Warszawie. W latach 1998–2012 był aktorem stołecznego Teatru Ateneum. Zadebiutował w teatrze 12 grudnia 1998 roku w przedstawieniu Tak daleko, tak blisko według Tadeusza Konwickiego w reż. Krzysztofa Zaleskiego. Grał w teatrach: Narodowym, Capitol, Palladium.
Od 2016 aktor teatru Fabryka Marzeń.
Lektor telewizyjny: Polsat, Polsat Café, TVN, Discovery, głos stacji Eurosport w latach 2007–2014.
Z ramienia Instytutu Skutecznego Działania wykładał  w latach 2017–2020 w Wyższej Szkole Bankowej w Toruniu i Bydgoszczy na studiach podyplomowych „Akademia Przywództwa” oraz „Akademia Trenera Biznesu”.
Jest instruktorem jeździectwa, startuje w zawodach skokowych.
Autor i reżyser spektakli teatralnych dla dzieci: „Niestraszki” (w kampanii PZU dotyczącej bezpieczeństwa; 2016–2018), oraz „Błękitek mówiący wieloryb” – spektaklu opartego na technologii komputerowej z udziałem avatara (2015–2020).  

## Filmografia
- 1990: Havet stiger jako dziecko ulicy
- 1992: Pierścionek z orłem w koronie jako strażnik
- od 1997: Klan jako Mariusz Kwarc, kolega Rysia
- 1999: Sto minut wakacji (serial) jako policjant
- 1999: Sto minut wakacji jako policjant
- 2001: Wiedźmin jako Posłaniec
- 2005: Skazany na bluesa jako mężczyzna

### Gościnnie
- 1990: Dom na głowie jako Rajmund (odc. 7)
- 1998–2000: Złotopolscy jako „Kieszona”, dworcowy złodziej
- 2000: Twarze i maski jako aktor (odc. 8)
- 2000–2004: Lokatorzy jako Tolek, asystent Zygmunta (odc. 22); Dominik (odc. 95); Wojtek, chłopak Poli (odc. 203)
- 2000: 13 posterunek 2 jako dziennikarz (odc. 32)
- 2002: Wiedźmin jako Posłaniec (odc. 4)
- 2002: Kasia i Tomek jako Znajomy Stefana (głos, odc. 23)
- 2002–2006: Samo życie jako Witold, student
- 2003: Zaginiona jako Wspólnik Bordena (odc. 7)
- 2003–2006: Rodzina zastępcza jako reporter (odc. 133); Wawelski (odc. 230)
- 2003–2010: Plebania jako Radek Nowak (odc. 312); rowerzysta (odc. 1528)
- 2003–2013: Na Wspólnej jako szef firmy
- 2004: Pensjonat pod Różą jako Uczestnik zabawy (odc. 3); personalny (odc. 32)
- 2004: Kryminalni jako mężczyzna wysiadający z metra (nie występuje w napisach) (odc.13)[1]
- 2005: Defekt
- 2005: Wiedźmy jako Przedstawiciel firmy produkującej zamki (odc. 2)
- 2005: Boża podszewka II jako chłopak w Juryszkach (odc. 11)
- 2005: Egzamin z życia jako dziennikarz „Głosu” (odc. 10)
- 2006: U fryzjera jako Szkoleniowiec (odc. 3)
- 2006: Fałszerze – powrót Sfory jako współpracownik Ducha (odc. 14)
- 2007: Mamuśki jako majster Mielczarek (odc. 10)
- 2008: Faceci do wzięcia (odc. 85)
- 2009: Sprawiedliwi jako Marian, żołnierz oddziału Stefana (odc. 1)
- 2010: Duch w dom jako listonosz (odc. 6)
- 2010: Czas honoru jako Krępy, członek oddziału partyzanckiego AK (odc. 28 i 29)
- 2011: Ojciec Mateusz jako Marek Przybylski (odc. 70)
- 2014: Lekarze jako lekarz pogotowia (odc. 45)

### Polski dubbing
- 1992: W 80 marzeń dookoła świata
- 1997–1998: Przygody Olivera Twista – Oliver Twist
- 2002: Kim Kolwiek – 
  - Senior Senior Junior
  - Ponętny Projektant Scorn
- 2002: Lilo i Stich – Plikli (Od 4 Serii)
- 2003: Atomówki – Walka przed Gwiazdką
- 2004–2006: Liga Sprawiedliwych bez granic
- 2004–2007: Danny Phantom – Pan Dziwo
- 2006: Zawiadowca Ernie – Jubilee
- 2006: Leroy i Stich – Plikli
- 2012: Piraci! – Kulawy Hastings
- 2010: Pokémon: Best Wishes! – Cliff
- 2012: Violetta – Łowca duchów
- 2013: Company of Heroes 2